# 小野市立中番小学校
小野市立中番小学校（おのしりつ なかばんしょうがっこう）は、兵庫県小野市にある公立小学校である。通称は「中番小」（なかばんしょう）。

## 概要
1872年（明治5年）の学制発布までは各村落に寺子屋式の学校があり、父兄の信用に任せて有識者が教授をしていた。学制発布に際して、続々と寺子屋は変じて小学校となる。中番・住吉・菅田・福住・船木・久保木はそれぞれ独立した学校を設けたが、1873年（明治6年）3月に至って、誉田小学校・日進小学校・久保小学校を設け、上等下等の両科を教授した。教育の対面は大きく変わったが創始のことゆえ、その施設・設備及び教授内容は不完全であった。
戦後、1947年（昭和22年）4月に加東郡下東条村立中番小学校と名称され、1954年（昭和29年）12月1日の小野市発足にともない現在の小野市立中番小学校が誕生した。校訓は「輝け 未来へ 中番小」で、百周年お祝いキャッチフレーズとして全校生徒とその保護者の公募により選定された。

## 沿革
- 1873年（明治6年）3月 - 中番・住吉・菅田・船木は誉傳小学校を、福住は日進小学校を、万勝寺はまた一校を設置[2]
- 1877年（明治10年）8月 - 中番・住吉・菅田は河東小学校に、船木・福住は西条小学校に、万勝寺は小野小学校に通学
- 1893年（明治26年）
  - 4月 - 下東条村議会の議決を経て、中番村字森ノ本206番地の仮校舎で開校式を行い、中番小学校として創立・開校 （校区は船木・菅田・中番・福住・住吉・万勝寺）
  - 10月 - 中番村字森ノ本206番地にて新校舎が落成し、創立記念式典を挙行
- 1894年（明治27年）
  - 3月 - 第1回卒業証書授与式を挙行（卒業生25名）
  - 10月 - 創立1周年記念式典を挙行
- 1904年（明治37年）1月 - 全面改築の校舎竣工、落成式を挙行
- 1912年（大正元年）4月 - 中番尋常高等小学校と校名を変更
- 1927年（昭和2年）6月 - 特別教室2教室を増築
- 1933年（昭和8年）10月 - 学級増のため、2教室を増築
- 1941年（昭和16年）4月 - 加東郡下東条村立中番国民学校と校名を変更（初等科・高等科を併設）
- 1947年（昭和22年）4月 - 加東郡下東条村立中番小学校と校名を変更
- 1954年（昭和29年）12月 - 小野市立中番小学校と校名を変更
- 1955年（昭和30年）10月 - 学区変更（船木が小野市立下東条小学校の校区となる）
- 1956年（昭和31年）
  - 4月 - 久保木が本校の校区となる（この年度は小野小学校に委託）
  - 10月 - 小野市中番町18番地に学校用地確保、校舎移転改築に着手
- 1957年（昭和32年）
  - 5月26日 - 校舎落成
  - 6月10日 - 校舎供用開始 （工事費1,790万円）
- 1962年（昭和37年）4月 - 講堂完成式（工事費825万円）
- 1968年（昭和43年）5月13日 - 校歌制定（作詞：梶尾栄一校長、作曲：大熊誠元本校職員）[3]
- 1969年（昭和44年）7月 - プール完成（8,705.8m2、工事費613万円）
- 1974年（昭和49年）- 学区変更（万勝寺は下東条小学校へ）
- 1978年（昭和53年）4月 - 学区変更（高山が本校の校区となる）
- 1993年（平成5年）
  - 3月 - 第100回卒業証書授与式を挙行（卒業生49名、通計4,818名）
  - 11月 - 創立100周年記念式典を挙行、記念誌『百周年　輝け未来へ中番小学校』を発行
- 1996年（平成8年）3月 - 校舎改築に着手
- 1997年（平成9年）
  - 2月 - 校舎完成
  - 4月 - 体育館改築に着手
- 1998年（平成10年）
  - 1月 - 体育館完成、運動場・周辺整備完了
  - 3月 - 校舎完成記念式典を挙行
- 2003年（平成15年）6月 - 芝生広場完成
- 2016年（平成28年）4月1日 - 小野市内の全校区で小中一貫校の開始[4]

## 歴代校長
- 初代：内田敏夫（1893.4～1895.3）
- 2代：藤原禎蔵（1995.4～1898.4）
- 3代：松尾芳松（1898.5～1898.6）
- 4代：河合謹吾（1998.6～1901.3）
- 5代：久下丹治（1901.4～1901.8）
- 6代：山脇鼎三（1901.8～1902.3）
- 7代：谷川栄治郎（1902.4～1908.3）
- 8代：垣田為治郎（1908.4～1921.3）
- 9代：合田常蔵（1921.3～1924.3）
- 10代：藤井栄治郎（1924.3～1931.3）
- 11代：堀内杢治（1931.3～1933.3）
- 12代：三浦松太郎（1933.3～1936.3）
- 13代：飯田太吉（1936.3～1940.3）
- 14代：田中周市（1940.3～1943.4）
- 15代：岸本利一（1943.3～1946.4）
- 16代：丸山定応（1946.4～1947.3）
- 17代：小林信男（1947.4～1950.3）
- 18代：宮崎俊郎（1950.4～1952.3）
- 19代：高橋守一（1952.4～1955.3）
- 20代：藤原新吾（1955.4～1958.3）
- 21代：岩井実（1958.4～1964.3）
- 22代：藤原義治（1964.4～1967.3）
- 23代：梶尾栄一（1967.4～1969.3）
- 24代：前田太良（1969.4～1971.3）
- 25代：藤原守（1971.4～1973.3）
- 26代：永田晃（1973.4～1976.3）
- 27代：黒田虎雄（1976.4～1980.3）
- 28代：是常馨（1980.4～1983.3）
- 29代：坂本純（1983.4～1986.3）
- 30代：松尾卓也（1986.4～1990.3）
- 31代：宮永治美（1990.4～1993.3）
- 32代：三和田修造（1993.4～）[5]

## 校歌
- 作詞：梶尾栄一
- 作曲：大熊誠
- 制定：1968年（昭和43年）5月13日[3]

## 学校行事
2018年時点
- 4月 - 着任式、1学期始業式、入学式、離任式
- 5月 - なかよし遠足、運動会
- 6月 - プールびらき
- 7月 - プール納め、1学期終業式
- 8月 - PTA奉仕作業
- 9月 - 2学期始業式、自然学校
- 10月 - 修学旅行
- 11月 - 避難訓練（火災）、個人懇談
- 12月 - 2学期終業式
- 1月 - 3学期始業式、避難訓練（地震）
- 2月 - オープンスクール、おの検定
- 3月 - 卒業証書授与式、修了式

## 生徒数
- 合計 - 男子、女子、合計132名

（2018年5月1日現在）

## 校区
- 小野市[8]
  - 福住町[9]、中番町、菅田町[9]、小田町（小田下町[9]）、住吉町、久保木町、高山町

## 進学先中学校
- 小野市立旭丘中学校

## 周辺施設
- 小野市立会館コミュニティーセンター下東条
- 小野市水道部 船木浄水場
- 小野警察署菅田駐在所
- 小野住吉簡易郵便局
- 下東条西保育所
- 住吉神社
- 菅田神社
- 夫婦池古墳

## 交通
- JR加古川線河合西駅より約6km
- JR加古川線青野ケ原駅より約6km
- らんらんバス（ひまわりタウンルート・中谷ルート）中番小学校より約100m

## 通学区域が隣接している学校
- 小野市立下東条小学校
- 小野市立小野東小学校
- 小野市立大部小学校
- 加東市立社学園小中学校